# Talladjé Est
Talladjé Est (auch: Extension Talladjé) ist ein Stadtviertel (französisch: quartier) im Arrondissement Niamey IV der Stadt Niamey in Niger.

## Geographie
Talladjé Est liegt im Südosten des urbanen Gemeindegebiets zwischen dem Grüngürtel von Niamey im Nordwesten und dem Flughafen Niamey im Südosten. Im Nordosten befindet sich das Stadtviertel Sary Koubou, im Südosten das Stadtviertel Talladjé. Talladjé Est erstreckt sich über eine Fläche von etwa 123,9 Hektar. Es liegt in einem Tafelland mit einer überwiegend mehr als 2,5 Meter tiefen Sandschicht, wodurch eine bessere Einsickerung als in anderen Teilen der Stadt möglich ist. Nur an den nördlichen und südlichen Rändern ist die Sandschicht weniger als 2,5 Meter tief.

## Geschichte
Talladjé Est (französisch für „Talladjé Ost“) wurde im Jahr 1996 als Erweiterung des Stadtviertels Talladjé gegründet.

## Bevölkerung
Bei der Volkszählung 2012 hatte Talladjé Est 11.497 Einwohner, die in 1835 Haushalten lebten.